# Сяосянь
Сяосянь (кит. упр. 萧县, пиньинь Xiāo xiàn) — уезд городского округа Сучжоу провинции Аньхой (КНР).

## История
В эпоху Вёсен и Осеней здесь существовало удельное владение Сяо (萧国) — вассал царства Сун. В 286 году до н. э. царство Сун было завоёвано царством Ци.
После того, как царство Цинь завоевало все прочие царства и создало первую в китайской истории империю, на месте удела был создан уезд Сяосянь.
Когда эти земли вошли в состав чжурчжэньской империи Цзинь, то уезд был включён в состав области Сюйчжоу (徐州). После монгольского завоевания уезд был в 1265 году расформирован, а его земли перешли под непосредственное управление властей области. В 1275 году уезд был создан вновь. Во времена империи Цин область Сюйчжоу была в 1733 году поднята в статусе, и стала Сюйчжоуской управой (徐州府) провинции Цзянсу. После Синьхайской революции в Китае была проведена реформа структуры административного деления, и в 1912 году области с управами были упразднены.
Во время гражданской войны эти земли после поражения гоминьдановских войск в Хуайхайском сражении перешли в 1949 году под контроль коммунистов. 25 марта 1949 года был образован Специальный район Сусянь (宿县专区) и уезд вошёл в его состав. В 1953 году уезд был передан в провинцию Цзянсу, где вошёл в состав Специального района Сюйчжоу (徐州专区). В 1955 году уезд вернулся в состав Специального района Сусянь провинции Аньхой.
В 1956 году Специальный район Сусянь был расформирован, а входившие в его состав уезды были переданы в Специальный район Бэнбу (蚌埠专区). В 1959 году уезды Сяосянь и Даншань были объединены в уезд Сяодан (萧砀县). В апреле 1961 года Специальный район Сусянь был воссоздан, а Специальный район Бэнбу — упразднён. В декабре 1961 года уезд Сяодан был вновь разделён на уезды Сяосянь и Даншань. В 1970 году Специальный район Сусянь был переименован в Округ Сусянь (宿县地区).
В 1981 году из посёлка Лунчэн уезда Сяосянь был выделен в отдельную административную единицу посёлок Иньюань, который был передан в состав Хуайбэя, образовав анклав района Дуцзи.
В 1998 году округ Сусянь был преобразован в городской округ Сучжоу.

## Административное деление
Уезд делится на 18 посёлков и 5 волостей.